# Hugo Marín
Edgardo Hugo Osvaldo Marín Vivado, más conocido como Hugo Marín (Santiago, 15 de marzo de 1929-20 de septiembre de 2018), fue un artista visual chileno que dedicó su obra a la escultura y la pintura.

## Biografía
Pasó su infancia en Talca. La familia regresó en 1935 a la capital chilena, donde estudió en el Instituto Nacional y luego en el Liceo Darío Salas. Estudió en los cursos vespertinos que José Perotti realizaba en la Escuela de Artes Aplicadas, donde también hacía clases su tío político Marco Bontá.
Se especializó en la técnica del esmalte sobre metal. Fue becado para estudiar en Francia e Italia entre 1952 y 1953. Ese mismo año obtuvo el Prix des Anciens, en el Salón de Artistas Decoradores de París. En Europa aprendió mímica con Alejandro Jodorowsky, y ambos conocieron a Marcel Marceau. A su regreso a Chile, Marín y Jodorowsky montaron espectáculos de teatro y danza junto a Delfina Guzmán, Carmen Johnson y Hernán Baldrich.
En la primera mitad de la década de 1960 vivió en Estados Unidos, México y Cuba. En 1966 conoció al Maharishi Mahesh Yogi, con quien aprendió la meditación trascendental, la cual perfeccionó en Seelisberg (Suiza) y luego desarrolló en Chile. En 1967 expuso su colección Esculturas efímeras en Chile, lo cual es considerado el «paso definitivo hacia su madurez creadora».
Obtuvo el Premio de Escultura de la Municipalidad de Santiago en 1992, y dos años más tarde fue seleccionado para representar a Chile en la XXII Bienal Internacional de Sao Paulo (Brasil). En 1998 realizó una retrospectiva de su obra en el Museo Nacional de Bellas Artes (MNBA). En 2018 recibió el Premio BRICK a la trayectoria artística.
Hugo Marín falleció el 20 de septiembre de 2018, hecho que fue comunicado por la ministra de las Culturas, las Artes y el Patrimonio, Consuelo Valdés, mediante su cuenta en Twitter. Sus restos fueron velados en el MNBA.